# Andriașivka, Bârzula
Andriașivka (în ucraineană Андріяшівка) este un sat în comuna Balta din raionul Bârzula, regiunea Odesa, Ucraina.

## Demografie
Componența lingvistică a localității Andriașivka
     Ucraineană (93,71%)
     Rusă (3,43%)
     Română (1,52%)
     Romani (1,33%)
Conform recensământului din 2001, majoritatea populației localității Andriașivka era vorbitoare de ucraineană (93,71%), existând în minoritate și vorbitori de rusă (3,43%), română (1,52%) și romani (1,33%).